# روب هارفي
روب هارفي (بالإنجليزية: Rob Harvey)‏ هو مشرف مؤثرات بصرية بريطاني، ولد في يوليو 1964.

## وصلات خارجية
- روب هارفي على موقع IMDb (الإنجليزية)
- روب هارفي على موقع قاعدة بيانات الفيلم (الإنجليزية)